# حبیگانج
حبیگانج (به لاتین: Habiganj) یک منطقهٔ مسکونی در بنگلادش است که در استان سیلهت واقع شده‌است. حبیگانج ۱۴٫۱۰ کیلومتر مربع مساحت و ۸۳٬۱۱۴ نفر جمعیت دارد.